# Championnat d'Arménie de football 1995-1996
Navigation
Saison précédente Saison suivante
La saison 1995-1996 du Championnat d'Arménie de football était la 4e édition de la première division arménienne, la Premier-Liga. Les douze meilleurs clubs du pays sont réunis au sein d'une poule unique où ils s'affrontent deux fois au cours de la saison, à domicile et à l'extérieur. À la fin du championnat, le dernier est directement relégué tandis que l'avant-dernier doit disputer un barrage de promotion-relégation face au vice-champion de Second-Liga, la deuxième division arménienne.
À l'issue d'un parcours quasi parfait (22 matchs, 19 victoires et 3 matchs nuls), c'est le club du Pyunik Erevan (anciennement Homenetmen Erevan) qui remporte le championnat en terminant en tête du classement final, avec 9 points d'avance sur le Shirak FC Giumri et 16 sur le FC Erevan, club promu de deuxième division. C'est le 2e titre de champion d'Arménie du Pyunik, qui réussit le doublé après sa victoire en finale de la Coupe d'Arménie face au Kotayk Abovian. 

## Les 12 clubs participants
| - Ararat Erevan - Karabakh Erevan - Promu de Second-Liga - Pyunik Erevan - Homenmen Erevan - Tsement Ararat - Shirak FC Giumri | - Kotayk Abovian - Van Erevan - Zangezur Goris - Aragats Giumri - FC Erevan - Promu de Second-Liga - Aznavour Noyemberyan |

## Compétition
Le barème de points servant à établir le classement se décompose ainsi :
- Victoire : 3 points
- Match nul : 1 point
- Défaite : 0 point

### Classement
| Rang | Équipe               | Pts | J  | G  | N | P  | Bp | Bc | Diff |
| ---- | -------------------- | --- | -- | -- | - | -- | -- | -- | ---- |
| 1    | Pyunik Erevan C      | 60  | 22 | 19 | 3 | 0  | 71 | 14 | +57  |
| 2    | Shirak FC Giumri     | 51  | 22 | 16 | 3 | 3  | 67 | 23 | +44  |
| 3    | FC Erevan P          | 44  | 22 | 13 | 5 | 4  | 43 | 24 | +19  |
| 4    | Ararat Erevan        | 39  | 22 | 12 | 3 | 7  | 58 | 28 | +30  |
| 5    | Tsement Ararat       | 39  | 22 | 12 | 3 | 7  | 57 | 33 | +24  |
| 6    | Kotayk Abovian       | 36  | 22 | 11 | 3 | 8  | 31 | 33 | -2   |
| 7    | Karabakh Erevan P    | 29  | 22 | 8  | 5 | 9  | 29 | 28 | +1   |
| 8    | Van Erevan           | 24  | 22 | 7  | 3 | 12 | 42 | 42 | 0    |
| 9    | Homenmen Erevan      | 21  | 22 | 6  | 3 | 13 | 30 | 52 | -22  |
| 10   | Zangezur Goris       | 17  | 22 | 5  | 2 | 15 | 26 | 60 | -34  |
| 11   | Aragats Giumri       | 15  | 22 | 4  | 3 | 15 | 35 | 89 | -54  |
| 12   | Aznavour Noyemberyan | 2   | 22 | 0  | 2 | 20 | 19 | 82 | -63  |

|  | Qualification pour la Coupe des Coupes 1996-1997         |
|  | Qualification pour la Coupe UEFA 1996-1997               |
|  | Participation au barrage de promotion-relégation         |
|  | Relégation en deuxième division                          |
|  | C Vainqueur de la Coupe d'Arménie P Promu de Second-Liga |

### Matchs

#### Barrage de promotion-relégation
Le 11e de Premier-Liga, le club d'Aragats Giumri doit rencontrer le vice-champion de Second-Liga, le CSKA Erevan afin de connaître le dernier club autorisé à participer au championnat de première division la saison prochaine.
| Équipe 1       | Résultat | Équipe 2         |
| -------------- | -------- | ---------------- |
| Aragats Giumri | 0 - 4    | CSKA Erevan (D2) |

## Bilan de la saison
| Championnat d'Arménie de football 1995-1996 |                          |
| Champion                                    | Pyunik Erevan (2e titre) |
| Coupes et trophées                          |                          |
| Vainqueur de la Coupe d'Arménie 1995-1996   | Pyunik Erevan            |
| Qualifications continentales                |                          |
| Ligue des champions 1996-1997               | Aucun                    |
| Coupe des Coupes 1996-1997                  | Kotayk Abovian           |
| Coupe UEFA 1996-1997                        | Pyunik Erevan            |
| Coupe UEFA 1996-1997                        | Shirak Giumri            |
| Promotions et relégations                   |                          |
| Promus en Premier-Liga                      | BKMA Erevan              |
| Promus en Premier-Liga                      | Arabkir Erevan           |
| Relégués en Second-Liga                     | Aznavour Noyemberyan     |
| Relégués en Second-Liga                     | Aragats Giumri           |